# Nico and the Niners
Nico and the Niners è un singolo del duo musicale statunitense Twenty One Pilots, pubblicato l'11 luglio 2018 come secondo estratto dal quinto album in studio Trench.

## Descrizione
Al pari dell'altro singolo Jumpsuit, uscito nel medesimo giorno, il testo, molto criptico, parla di Clancy, perseguitato dalle sue paure personificate dai "vescovi" (bishops) che controllano la fittizia città di Dema, materializzazione della depressione. Mentre Jumpsuit ha un approccio più rock, Nico and the Niners è stata descritta come un «reggae rap psichedelico».

## Video musicale
Il videoclip, diretto da Andrew Donoho, è stato pubblicato il 26 luglio 2018. Insieme a quelli di Jumpsuit e di Levitate, è parte di una trilogia di video dove viene raccontata la fuga del personaggio fittizio Clancy dalla città di Dema.

## Tracce
Testi e musiche di Tyler Joseph.
Download digitale
1. Jumpsuit – 3:58
2. Nico and the Niners – 3:47

CD promozionale (Stati Uniti)
1. Jumpsuit (Radio Edit) – 3:43
2. Nico and the Niners (Radio Edit) – 3:29
3. Jumpsuit (Instrumental) – 3:43
4. Nico and the Niners (Instrumental) – 3:29

CD promozionale (Benelux)
1. Nico and the Niners (Main) – 3:47
2. Nico and the Niners (Instrumental) – 3:47
3. Nico and the Niners (TV Track) – 3:47

## Formazione
- Tyler Joseph – voce, ukulele, chitarra, basso, sintetizzatore, programmazione
- Josh Dun – batteria, percussioni

## Classifiche

### Classifiche settimanali
| Classifica (2018)  | Posizione massima |
| ------------------ | ----------------- |
| Canada             | 75                |
| Francia            | 158               |
| Irlanda            | 60                |
| Regno Unito        | 88                |
| Stati Uniti        | 79                |
| Stati Uniti (rock) | 7                 |

### Classifiche di fine anno
| Classifica (2018)  | Posizione |
| ------------------ | --------- |
| Stati Uniti (rock) | 21        |